# Albornoz

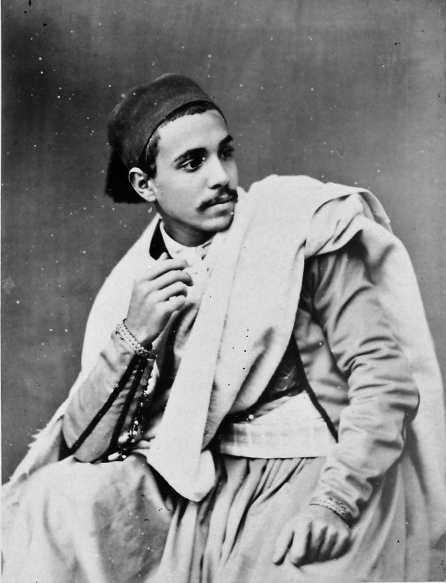
Un ciudadano argelino vistiendo un albornoz.

El albornoz (del árabe burnūs (برنوس) y este del griego bírros (βίρρος)) es una prenda de lana usada por los bereberes en África del Norte. También se dice así a la bata de baño en España. El libro Tesoro de la lengua castellana de Sebastián de Cobarrubias Orozco, en su edición de 1611 lo define como:

«Capuz cerrado con su capilla, de cierta tela que escupe de si el agua que le cae encima sin calar adentro...»

El término se encuentra en otros idiomas como por ejemplo: Barnús (en catalán); Sbérnia, Sberna, Bernusso (en italiano); Bernia, Albornoz (en español) o Berne y Bournous. (en francés).

## Origen del términoalbornoz

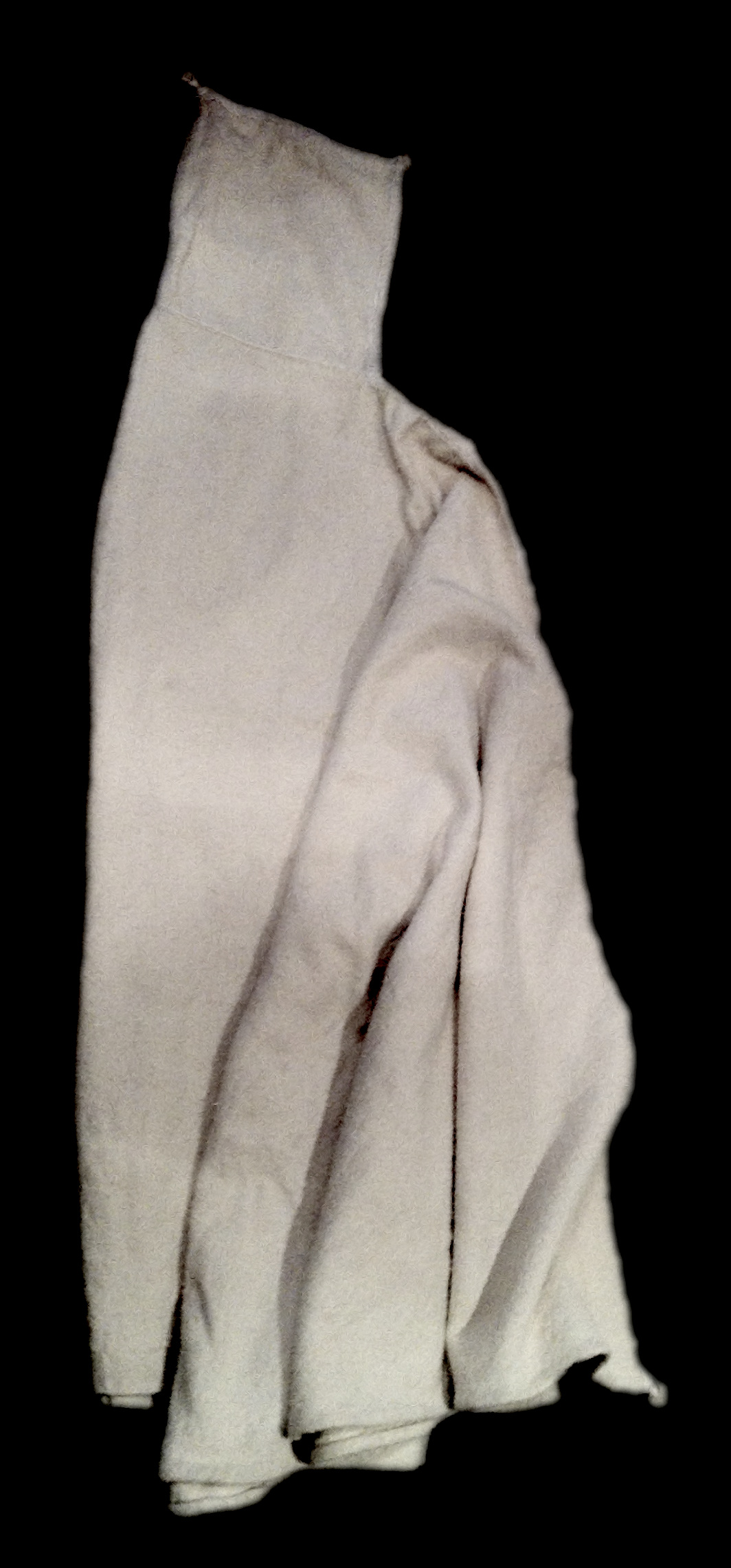

El término es de origen bereber, y aún se emplea en África del Norte para denominar una especie de capa de lana que protege durante la noche a los pastores tunecinos. Se denominó así a una prenda cerrada con su capilla y mangas que se hacía de este tipo de tela para defenderse de las aguas y de las nieves.
Originariamente, el término albornoz aludía a un tipo de tela de lana que se labraba sin teñir y que tenía la hilaza de la estambre semitorcida y fuerte, a modo de cordoncillo.
Posteriormente, el término quedó para designar la prenda de abrigo utilizada por ambos sexos pero fabricada en cualquier otra tela.[cita requerida]